# Dołha
Dołha – wieś  w Polsce, w województwie lubelskim, w powiecie bialskim, w gminie Drelów. 
W latach 1954–1961 wieś należała i była siedzibą władz gromady Dołha, po jej zniesieniu w gromadzie Żerocin. W latach 1975–1998 miejscowość administracyjnie należała do województwa bialskopodlaskiego.
Wieś jest sołectwem w gminie Drelów. Według Narodowego Spisu Powszechnego z roku 2011 wieś liczyła 490 mieszkańców.
Dołha położona jest na pograniczu Niziny Południowopodlaskiej i Polesia Zachodniego, 15 km na zachód od Białej Podlaskiej i 10 km na wschód od Międzyrzeca Podlaskiego. Wieś leży nad Kanałem Drelowskim w pobliżu jego połączenia z rzeką Krzną. Przez Dołhę przebiega linia kolejowa nr 2, najbliższe przystanki PKP znajdują się w pobliskich miejscowościach Sokulu i Szachach; 4 km na północ od wsi przebiega droga krajowa E30.
Dołha złożona jest z kilku kolonii: Dołha-Muszyki, Dołha-Końce, Dołha-Piszczki, Dołha-Wygaryny, Dołha-Zaścianki, Dołha-Zagumienie. We wsi znajduje się siedziba parafii św. Barbary i kościół pod tym samym wezwaniem. Działa też Zespół Szkół nr 2 im. ks. Jana Twardowskiego, w ramach którego funkcjonują oddział przedszkolny, szkoła podstawowa i gimnazjum.
Na terenie wsi są lasy z przewagą drzew iglastych. Przeważają gleby bielicowe.
Wieś położona w powiecie mielnickim województwa podlaskiego, wchodziła w 1662 roku w skład majętności międzyrzeckiej Łukasza Opalińskiego.

## Części miejscowości
| SIMC     | Nazwa     | Rodzaj      |
| -------- | --------- | ----------- |
| 1021582  | Końce     | część wsi   |
| 0011624  | Krasna    | osada leśna |
| 0011630  | Muszyki   | część wsi   |
| 0011647  | Piszczki  | część wsi   |
| 1021659  | Wygaryny  | część wsi   |
| 1021665Z | Zaścianki | część wsi   |

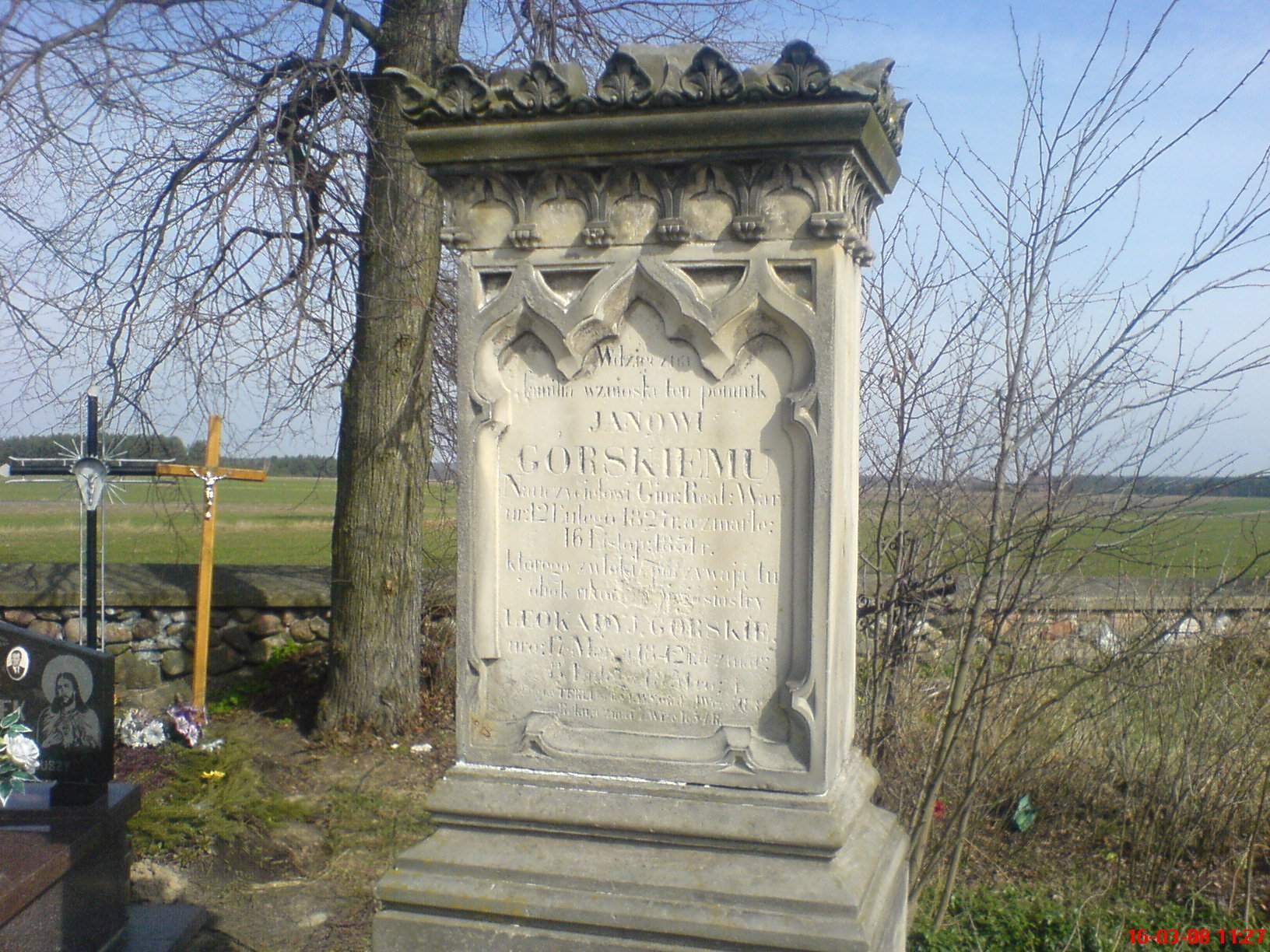
Zabytkowy grób na cmentarzu
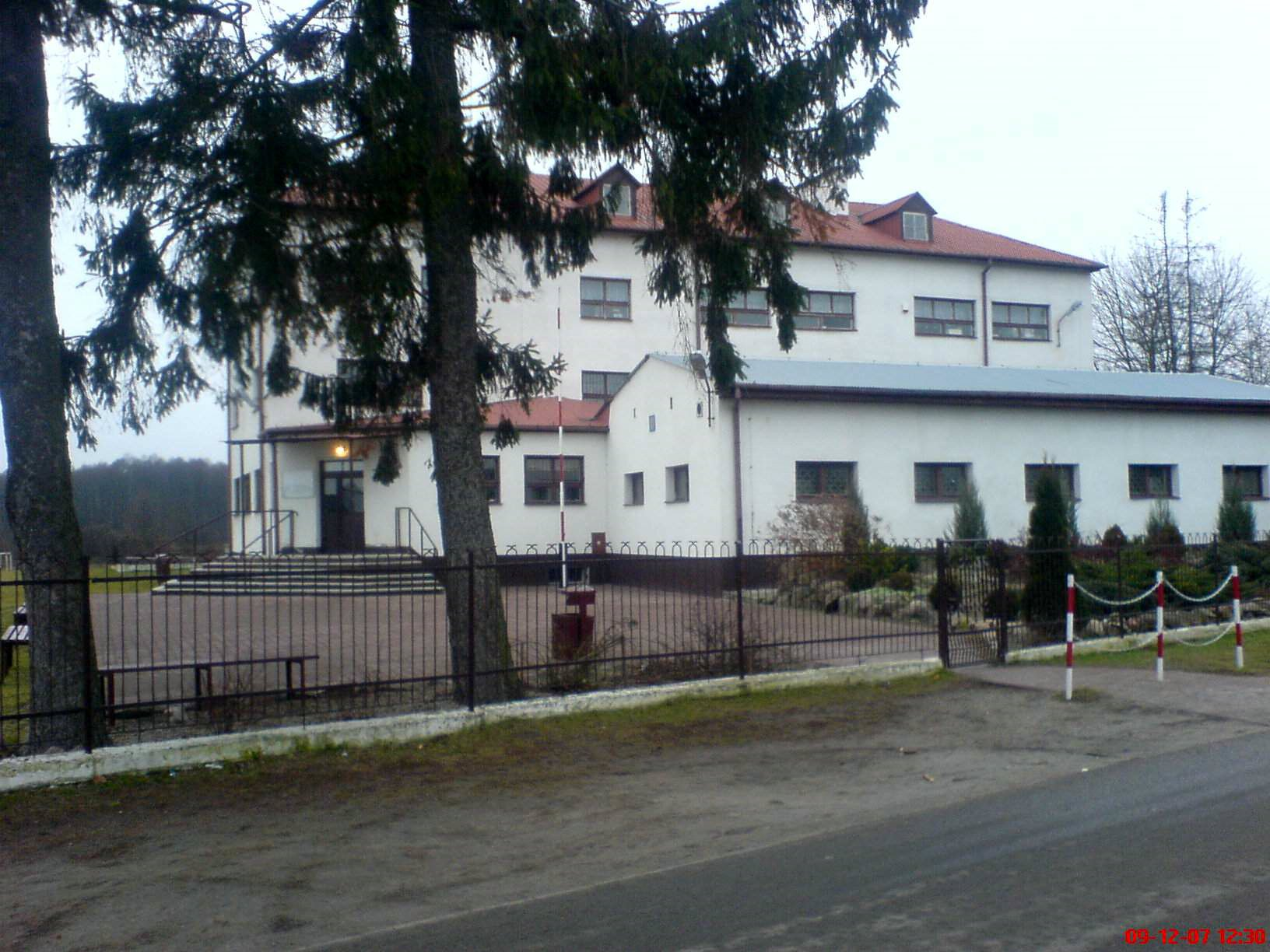
Zespół Szkół w Dołdze
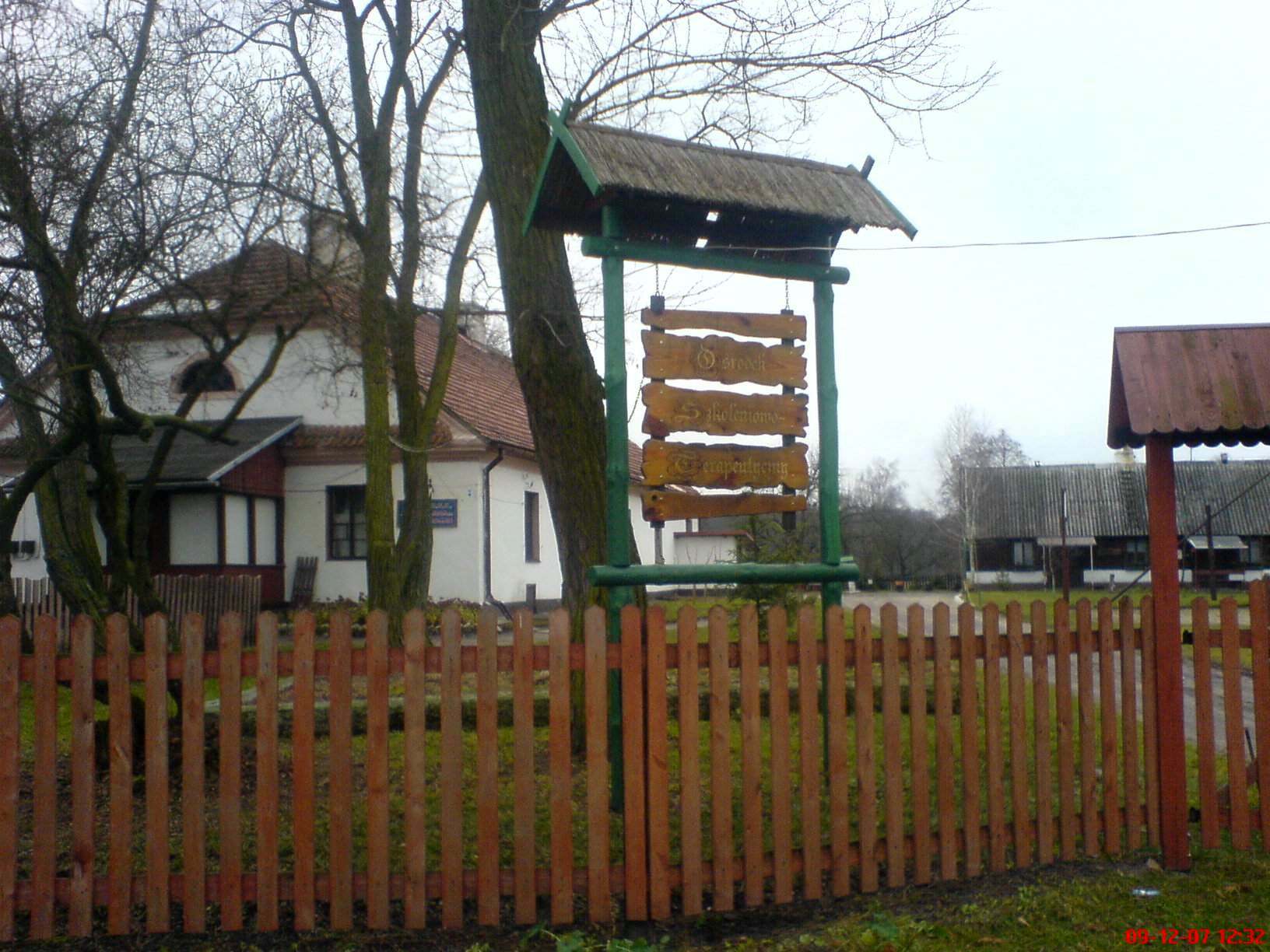
Ośrodek szkoleniowo-terapeutyczny w Dołdze

## Pomniki
W dniu 9 września 1939 r. niemieckie samoloty zestrzeliły polskiego „Karasia” z 32 Eskadry Rozpoznawczej. Załoga w składzie por. obs. Bronisław Wojciechowicz, sierż. pil. Wojciech Gintrowski oraz kpr. strz. samol. Andrzej Bylebył zginęła i została pochowana na cmentarzu parafialnym we wsi Dołha; wraz z nimi spoczywają także bezimienni uczestnicy walk wrześniowych.
W dniu 17 grudnia 1990 r. w pobliżu wsi spadł samolot wojskowy. Zginął jeden z pilotów, mjr pil. inż. Grzegorz Ołczykowski, drugiemu pilotowi udało się przeżyć. Miejsce katastrofy upamiętnia postawiony na kamiennym cokole ogon samolotu.